# Австралийские дрозды
Австралийские дрозды (лат. Drymodes) — род птиц из семейства австралийских зарянок (Petroicidae).

## Описание
Хвост длинный. Ноги длинные, бледноватые. 

## Поведение
Ведут наземный образ жизни.

## Систематика
Род был введён британским орнитологом Джоном Гульдом в 1841 году. Ранее выделяли два вида, однако после молекулярных исследований 2011 года папуанский подвид северного австралийского дрозда был выделен в отдельный вид

## Виды
В род включают три вида:
- Drymodes superciliaris Gould, 1850 — Северный австралийский дрозд
- Drymodes brunneopygia Gould, 1841 — Южный австралийский дрозд, или южный кустарниковый дрозд
- Drymodes beccarii Salvadori, 1876